# Wicehrabia Hereford

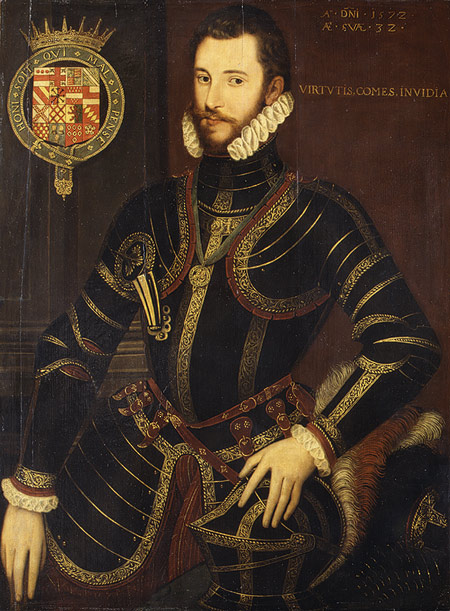
Walter Devereux, 1. hrabia Essex i 2. wicehrabia Hereford

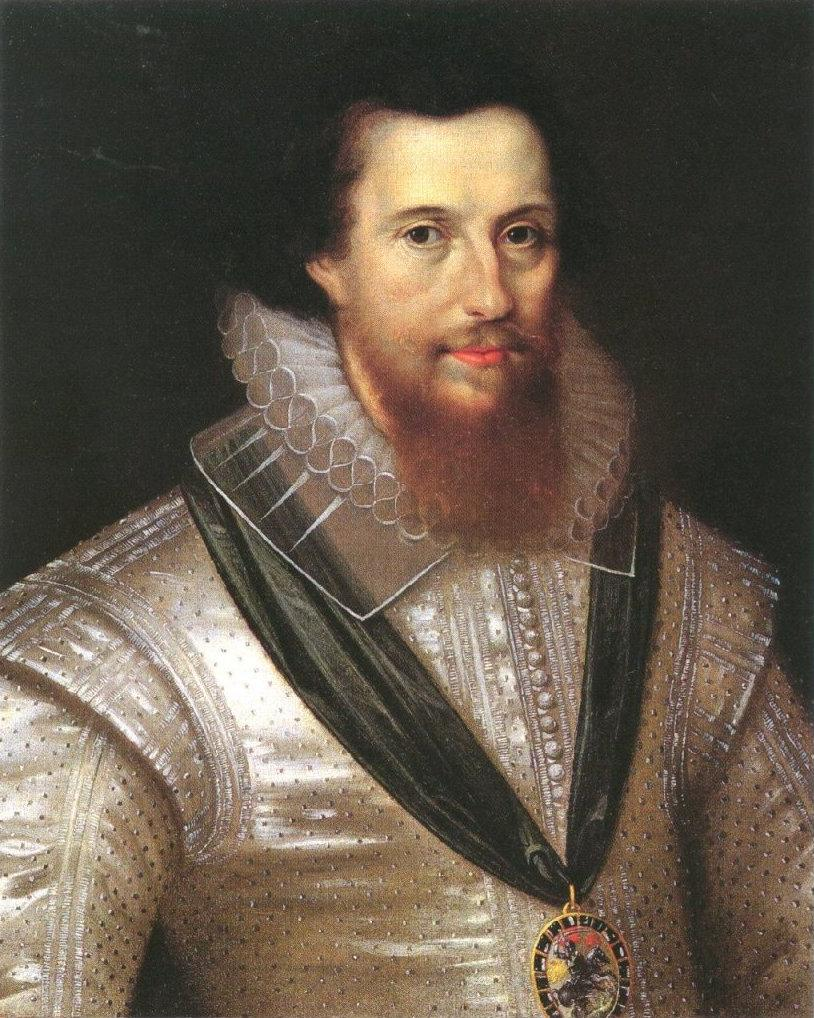
Robert Devereux, 2. hrabia Essex i 3. wicehrabia Hereford

Wicehrabiowie Hereford 1. kreacji (parostwo Anglii)
- 1550–1558: Walter Devereux, 1. wicehrabia Hereford
- 1558–1576: Walter Devereux, 1. hrabia Essex i 2. wicehrabia Hereford
- 1576–1601: Robert Devereux, 2. hrabia Essex i 3. wicehrabia Hereford
- 1601–1646: Robert Devereux, 3. hrabia Essex i 4. wicehrabia Hereford
- 1646–1658: Walter Devereux, 5. wicehrabia Hereford
- 1658–1676: Leicester Devereux, 6. wicehrabia Hereford
- 1676–1683: Leicester Devereux, 7. wicehrabia Hereford
- 1683–1700: Edward Devereux, 8. wicehrabia Hereford
- 1700–1740: Price Devereux, 9. wicehrabia Hereford
- 1740–1748: Price Devereux, 10. wicehrabia Hereford
- 1748–1760: Edward Devereux, 11. wicehrabia Hereford
- 1760–1783: Edward Devereux, 12. wicehrabia Hereford
- 1783–1804: George Devereux, 13. wicehrabia Hereford
- 1804–1843: Henry Devereux, 14. wicehrabia Hereford
- 1843–1855: Robert Devereux, 15. wicehrabia Hereford
- 1855–1930: Robert Devereux, 16. wicehrabia Hereford
- 1930–1952: Robert Charles Devereux, 17. wicehrabia Hereford
- 1952–2004: Robert Milo Leicester Devereux, 18. wicehrabia Hereford
- 2004-: Charles Robin De Bohun Devereux, 19. wicehrabia Hereford

Baroneci Devereux of Castle Bromwich
- 1611–1622: Edward Devereux, 1. baronet
- 1622–1658: Walter Devereux, 5. wicehrabia Hereford i 2. baronet